# Capasa hiresia
Capasa hiresia är en fjärilsart som beskrevs av Swinhoe 1901. Capasa hiresia ingår i släktet Capasa och familjen mätare. Inga underarter finns listade i Catalogue of Life.